# Novo Partido Comunista da Iugoslávia
O Novo Partido Comunista da Iugoslávia (em cirílico sérvio: Нова комунистичка партија Југославије, romanizado:  Nova Komunistička Partija Jugoslavije, NKPJ) é um partido comunista marxista-leninista e antirrevisionista na Sérvia. Seu objetivo é a reunificação da Iugoslávia como um estado comunista de acordo com o marxismo-leninismo.
O partido boicotou as eleições parlamentares de 2007, por causa de sua posição de que a lei eleitoral violava os princípios democráticos fundamentais e a Declaração Universal dos Direitos Humanos. Em 2010, o partido foi removido da lista de partidos registrados após não ter se registrado novamente de acordo com a nova lei eleitoral.
Devido à remoção da lista de partidos registrados, o NKPJ decidiu boicotar as eleições parlamentares de 2014 , bem como todas as eleições locais e não aderir a nenhuma coalizão. Eles interromperam várias reuniões de outros partidos políticos pedindo boicote às eleições e alegando que eram ilegais.